# 1992 UZ2
1992 UZ2 är en asteroid i huvudbältet som upptäcktes den 25 oktober 1992 av den japanska astronomen Nobuhiro Kawasato i Uenohara.
Asteroiden har en diameter på ungefär 6 kilometer och den tillhör asteroidgruppen Koronis.